# Autostrada A3 (Elveția)
Autostrada elvețiană A3, sau A3, este o autostradă din Elveția care leagă autostrada franceză A35 de autostrada elvețiană A13, traversând nordul țării între Basel și Zürich, apoi continuând spre Liechtenstein. Este un alt coridor rutier important pe direcția est-vest în Elveția.
Aceasta trece prin următoarele orașe: Basel, Zürich și Walenstadt.

## Istorie
Darea în folosință
- 31.08.1962: Secțiunea Mels - Sarganserland (prima bandă de circulație)
- 11.07.1964: Secțiunea Weesen - Murg (prima bandă de circulație)
- 27.05.1966: Secțiunea Zürich-Sud - Richterswil
- 26.06.1966: Secțiunea Augst - Rheinfelden
- 11.12.1968: Secțiunea Richterswil - Pfäffikon
- 23.12.1969: Secțiunea Pratteln - Augst[n 1]
- 07.10.1970: Secțiunea Birrfeld - Neuenhof[n 2]
- 20.11.1970: Secțiunea Flums - Mels
- 21.03.1971: Secțiunea Bâle-Ville - Pratteln[n 1]
- 16.10.1971: Secțiunea Neuenhof - Zürich-Ouest[n 2]
- 30.11.1973: Secțiunea Pfäffikon - Weesen
- 19.12.1973: Secțiunea Bâle-Badischer Bahnhof - Bâle-Breite[n 1]
- 22.08.1974: Secțiunea Bâle-Wiese - Bâle-Badischer Bahnhof[n 1]
- 29.11.1974: Secțiunea Rheinfelden - Frick
- 29.11.1974: Secțiunea Mels - Sarganserland (a doua bandă de circulație)
- 25.10.1978: Secțiunea Bâle-Breite - Bâle-Ville[n 1]
- 05.12.1985: Tunelurile Singer I și II la Bâle[n 1]
- 09.04.1986: Secțiunea Weesen - Murg (a doua bandă de circulație)
- 23.09.1987: Secțiunea Zürich-Ouest - Urdorf-Sud
- 27.11.1987: Secțiunea Murg - Flums
- 10.02.1988: Secțiunea Saint-Louis - Bâle-St. Johann (prima bandă de circulație)
- 07.06.1989: Secțiunea Saint-Louis - Bâle-St. Johann (a doua bandă de circulație)
- 17.10.1996: Secțiunea Frick - Birrfeld
- 1999: Secțiunea Bâle-St. Johann - Bâle-Luzernerring
- 03.07.2001: Tunelul Schweizerhalle la Bâle[n 1]
- 03.07.2006: Secțiunea Urdorf-Sud - Birmensdorf
- 22.12.2006: Secțiunea Bâle-Luzernerring - Bâle-Wiese (prima bandă de circulație)
- 22.06.2007: Secțiunea Bâle-Luzernerring - Bâle-Wiese (a doua bandă de circulație)
- 04.05.2009: Secțiunea Birmensdorf - Zürich-Sud

## Traseu
| De la frontiera franceză la ramificația 5: secțiune cu taxă, administrată de OFROU. | |                   |
| A35 E25 E60                                                                         | |                   |
|                                                                                     | Frontiera dintre Franța și Elveția. |                   |
| A3 E25 E60                                                                          | |                   |
|                                                                                     | Sistem de taxare Free-Flow cu vignetă. |                   |
| 1 - EuroAirport                                                                     | Orașe deservite: Aeroportul Basel-Mulhouse-Freiburg, Basel-Kannenfeld, Allschwil, Zoo Basel, Zona industrială Saint-Johann (nod rutier parțial). | 320               |
| 2 - Basel Kannenfeld                                                                | Orașe deservite: Basel-Kannenfeld, Allschwil (nod rutier parțial).                                                                               | 320               |
|                                                                                     | St. Johanntunnel (650 m). |                   |
| 3 - Basel St. Johann                                                                | Cartier deservit: Basel-St-Jean (nod rutier parțial).                                                                                            | 12 320            |
|                                                                                     | Dreirosenbrücke (226 m). |                   |
| 4 - Basel Klybeck                                                                   | Cartier deservit: Basel-Klybeck (nod rutier parțial).                                                                                            | 320               |
|                                                                                     | Horburgtunnel (1090 m). |                   |
| 5 - Basel Nord / Kleinhüningen                                                      | Orașe deservite: Basel-Petit-Huningue, Riehen, Lörrach (nod rutier parțial).                                                                     | 319 320           |
| 5 - Basel Wiese                                                                     | Nod rutier între A2 și A3: Karlsruhe, Freiburg im Breisgau, Lörrach.                                                                             | A2 E35            |
| A2 A3 E25 E35 E60                                                                   | |                   |
| De la ramificația 5 la ramificația 13: traseu comun cu A2.                          | |                   |
|                                                                                     | Schwarzwaldtunnel (560 m). |                   |
|                                                                                     | Limitare la 80 km/h (sens Mulhouse → Zürich). |                   |
| 6 - Basel Badischer Bahnhof                                                         | Cartier deservit: Basel-Bâle Gare DB. |                   |
|                                                                                     | Schwarzwaldbrücke (233 m). |                   |
| 7 - Basel Wettstein                                                                 | Cartier deservit: Basel-Wettstein. | 318               |
| 8 - Basel Ost / Breite                                                              | Cartier deservit: Basel-est, Breite. | 317               |
|                                                                                     | Prattelertunnel (148 m) (sens Freiburg → Lucerne).                                                                                               |                   |
| 9 - Basel Gellert / City                                                            | Cartiere deservite: Basel-Gellert, Basel-City.                                                                                                   | 2 3               |
|                                                                                     | Singertunnel (320 m) (bretea de ieșire către Basel Gellert/City).                                                                                |                   |
|                                                                                     | Oberertunnel (150 m) (bretea de ieșire către Basel Gellert/City).                                                                                |                   |
|                                                                                     | Limitare la 80 km/h (sens Zürich → Mulhouse). |                   |
|                                                                                     | Prattelntunnel (900 m). |                   |
|                                                                                     | Frontiera cantonală între Cantonul Basel-Oraș și Cantonul Basel-Provincie.                                                                       |                   |
| 10 - Hagnau                                                                         | Nod rutier între H3, H7, J18, A2 și A3: Birsfelden; Delémont, Zwingen, Aesch, Reinach.                                                           | H3 H7 J18         |
| 10 - Basel St. Jakob                                                                | Cartiere deservite: Basel-Saint-Jacques, Stadionul St. Jakob-Park.                                                                               |                   |
|                                                                                     | Schweizerhalletunnel (1028 m). |                   |
| 11 - Pratteln                                                                       | Oraș deservit: Pratteln. | 306               |
|                                                                                     | Zonă de servicii: Pratteln (în ambele sensuri).                                                                                                  |                   |
| 12 - Liestal                                                                        | Orașe deservite: Liestal, Augst. | A22 308           |
|                                                                                     | Limitare la 100 km/h (sens Zürich → Basel). |                   |
| 13 - Augst                                                                          | Nod rutier între A2 și A3: Berna, Lucerna, Solothurn, Olten.                                                                                     | A2 E25 E35        |
| A3 E60                                                                              | |                   |
| De la ramificația 13 la ramificația 20: secțiune cu taxă, administrată de OFROU.    | |                   |
|                                                                                     | Frontiera cantonală între Cantonul Basel-Provincie și Cantonul Aargau.                                                                           |                   |
| 14 - Rheinfelden                                                                    | Nod rutier între A3 (Bretea de frontieră Elveția/Germania la Rheinfelden) și A3: Karlsruhe, Freiburg im Breisgau, Lörrach, Rheinfelden.          | A3                |
| 15 - Rheinfelden Ost                                                                | Orașe deservite: Rheinfelden, Möhlin, Magden. | 275 541           |
|                                                                                     | Zonă de odihnă: Mumpf (în ambele sensuri). |                   |
| 16 - Eiken                                                                          | Orașe deservite: Eiken, Stein, Laufenburg. | 294 294.1         |
| 17 - Frick                                                                          | Oraș deservit: Frick. | 3 24              |
| 18 - Effingen                                                                       | Orașe deservite: Effingen, Zeihen (nod rutier parțial).                                                                                          |                   |
|                                                                                     | Bözbergtunnel (3700 m). |                   |
|                                                                                     | Schinznacherfeldtunnel (450 m). |                   |
|                                                                                     | Aaretalbrücke-Schinznach (1210 m). |                   |
|                                                                                     | Habsburgtunnel (1540 m). |                   |
| 19 - Brugg                                                                          | Orașe deservite: Brugg/Windisch, Schinznach, Lupfig.                                                                                             | 280               |
| 20 - Birrfeld                                                                       | Nod rutier între A1 și A3: Berna, Aarau, Lenzburg.                                                                                               | A1                |
| A1 A3 E60                                                                           | |                   |
| De la ramificația 20 la ramificația 26: traseu comun cu A1.                         | |                   |
| 21 - Baden West                                                                     | Orașe deservite: Baden, Bremgarten. | 296.1             |
|                                                                                     | Bareggtunnel (1080 m). |                   |
| 22 - Neuenhof                                                                       | Orașe deservite: Neuenhof, Zurzach, Wettingen-centru, Baden-est.                                                                                 | 3 278             |
|                                                                                     | Neuenhoftunnel (150 m). |                   |
| 23 - Wettingen Ost                                                                  | Orașe deservite: Wettingen, Otelfingen. | 297               |
|                                                                                     | Zonă de servicii: Würenlos (în ambele sensuri).                                                                                                  |                   |
| 24 - Spreitenbach                                                                   | Orașe deservite: Spreitenbach, Neuhard. | 3                 |
|                                                                                     | Frontiera cantonală între Cantonul Aargau și Cantonul Zürich.                                                                                    |                   |
| 25 - Dietikon                                                                       | Orașe deservite: Dietikon, Spreitenbach, Oetwil an der Limmat.                                                                                   |                   |
| 26 - Birrfeld                                                                       | Nod rutier între A1, A1H, A4 și A3: St. Gallen, Schaffhausen, Frauenfeld, Winterthur, Aeroportul Zürich; Zürich.                                 | A1 A1H A4 E41 E60 |
| A3 A4 E41                                                                           | |                   |
| De la ramificația 26 la ramificația 31: traseu comun cu A4.                         | |                   |
|                                                                                     | Limmatbrücke (555 m). |                   |
| 27 - Urdorf-Nord                                                                    | Orașe deservite: Urdorf-nord, Schlieren, Dietikon.                                                                                               | 1                 |
|                                                                                     | Niederurdorf-Honerettunnel (450 m). |                   |
| 28 - Urdorf-Süd                                                                     | Orașe deservite: Urdorf-sud, Uetikon am See. | 382.2             |
|                                                                                     | Eggraintunnel (480 m). |                   |
| 29 - Uitikon                                                                        | Orașe deservite: Uitikon, Risi (nod rutier parțial).                                                                                             | 382.2             |
|                                                                                     | Ristettunnel (448 m / 352 m) (bretea de ieșire către Uitikon).                                                                                   |                   |
|                                                                                     | Reppischtalbrücke (210 m). |                   |
|                                                                                     | Hafnerbergtunnel (1385 m). |                   |
| 30 - Birmensdorf                                                                    | Orașe deservite: Birmensdorf, Oberwil-Lieli. |                   |
|                                                                                     | Lunnerentalbrücke (130 m). |                   |
|                                                                                     | Aeschertunnel (2160 m). |                   |
| 31 - Zürich-West                                                                    | Nod rutier între A4 și A3: Lucerna, Zug, Altdorf, Schwyz.                                                                                        | A4 E41            |
| A3                                                                                  | |                   |
| De la ramificația 31 la A13: secțiune cu taxă, administrată de OFROU.               | |                   |
| 31a - Wettswil am Albis                                                             | Orașe deservite: Wettswil am Albis, Hedingen (nod rutier parțial).                                                                               |                   |
|                                                                                     | Uetliebergtunnel (4410 m). |                   |
|                                                                                     | Sihlbrückenviadukt. |                   |
| 32 - Zürich-Süd                                                                     | Nod rutier între A3W și A3: Zürich. | A3W               |
|                                                                                     | Entlisbergtunnel (550 m). |                   |
| 33 - Zürich-Wollishofen                                                             | Orașe deservite: Zürich-Wollishofen, Adliswil.                                                                                                   | 383               |
|                                                                                     | Zonă de odihnă: Aspholz (dans le sens Coire → Zurich).                                                                                           |                   |
| 34 - Thalwil                                                                        | Orașe deservite: Thalwil, Rüschlikon. | 383.1             |
| 35 - Horgen                                                                         | Oraș deservit: Horgen. | 341               |
| 36 - Wädenswil                                                                      | Orașe deservite: Wädenswil, Lucerna, Zug. | 338               |
|                                                                                     | Zonă de servicii: Herrlisberg (în ambele sensuri).                                                                                               |                   |
|                                                                                     | Zonă de odihnă: Gerenau (dans le sens Zurich → Coire).                                                                                           |                   |
| 37 - Richterswil                                                                    | Orașe deservite: Richterswil, Richterswil-Samstagern.                                                                                            | 388               |
|                                                                                     | Frontiera cantonală între Cantonul Zürich și Cantonul Schwyz.                                                                                    |                   |
|                                                                                     | Blatttunnel (510 m). |                   |
| 38 - Wollerau                                                                       | Orașe deservite: Wollerau, Feusisberg-Schindellegi.                                                                                              | 389               |
|                                                                                     | Zonă de servicii: Fuchsberg (în ambele sensuri).                                                                                                 |                   |
| 39 - Schindellegi                                                                   | Orașe deservite: Feusisberg-Schindellegi, Pasul Gotthard, Einsiedeln (nod rutier parțial).                                                       | 8                 |
| 40 - Pfäffikon                                                                      | Orașe deservite: Pfäffikon, Rapperswil-Jona, Altendorf.                                                                                          | 3 8               |
|                                                                                     | Altendorftunnel (600 m). |                   |
| 41 - Lachen                                                                         | Orașe deservite: Lachen, Wangen Altendorf. | 3                 |
|                                                                                     | Frontiera cantonală între Cantonul Schwyz și Cantonul St. Gallen.                                                                                |                   |
| 42 - Reichenburg                                                                    | Nod rutier între A53 și A3: Winterthur, Herisau, St. Gallen, Rapperswil-Jona, Reichenburg.                                                       | A53               |
|                                                                                     | Frontiera cantonală între Cantonul St. Gallen și Cantonul Glarus.                                                                                |                   |
| 43 - Bilten                                                                         | Orașe deservite: Bilten, Schänis. | 427.1             |
|                                                                                     | Zonă de servicii: Glanerland (în ambele sensuri).                                                                                                |                   |
| 44 - Niederurnen                                                                    | Nod rutier între Breteaua Näfels și A3: Glarus, Näfels, Niederurnen, Oberurnen.                                                                  |                   |
| 45 - Weesen                                                                         | Orașe deservite: Weesen, Amden, Poliția autostrăzii.                                                                                             |                   |
|                                                                                     | Kerenzertunnel (5760 m) (sens Zürich → Coire).                                                                                                   |                   |
|                                                                                     | Ofeneggtunnel (370 m) (sens Coire → Zürich). |                   |
|                                                                                     | Weisswandtunnel (1100 m) (sens Coire → Zürich).                                                                                                  |                   |
|                                                                                     | Standenhorntunnel (460 m) (sens Coire → Zürich).                                                                                                 |                   |
|                                                                                     | Zonă de odihnă: Walensee (sens Coire → Zürich).                                                                                                  |                   |
|                                                                                     | Glattwandtunnel (160 m) (sens Coire → Zürich).                                                                                                   |                   |
|                                                                                     | Mühlehorntunnel (300 m) (sens Coire → Zürich).                                                                                                   |                   |
| 46 - Mühlehorn                                                                      | Oraș deservit: Mühlehorn (nod rutier parțial).                                                                                                   |                   |
|                                                                                     | Stutztunnel (180 m) (sens Coire → Zürich). |                   |
|                                                                                     | Frontiera cantonală între Cantonul Glarus și Cantonul St. Gallen.                                                                                |                   |
| 47 - Murg                                                                           | Oraș deservit: Quarten-Murg, Pasul Kerenzerberg.                                                                                                 |                   |
|                                                                                     | Murgwaldtunnel (1420 m). |                   |
|                                                                                     | Sitenstudenwaldbrücke (666 m). |                   |
|                                                                                     | Quartentunnel (1339 m). |                   |
|                                                                                     | Frattentunnel (320 m). |                   |
|                                                                                     | Zonă de servicii: Bergsboden-Walensee (sens Zurich → Coire).                                                                                     |                   |
|                                                                                     | Zonă de odihnă: Bergsboden-Walensee (sens Coire → Zurich).                                                                                       |                   |
|                                                                                     | Hoftunnel (560 m). |                   |
|                                                                                     | Raischibetunnel (800 m). |                   |
|                                                                                     | Seezbrücke (830 m). |                   |
| 48 - Walenstadt                                                                     | Oraș deservit: Walenstadt. | 3                 |
| 49 - Flums                                                                          | Oraș deservit: Flums, Flumserberg, Quarten-Unterterzen, Walenstadt.                                                                              | 3                 |
| 50 - Sargans                                                                        | Oraș deservit: Sargans, Mels, Vilters-Wangs. | 439               |
| 51 - Sarganserland                                                                  | Nod rutier între A13 și A3: St. Gallen, Bregenz, St. Margrethen, Vaduz; Chur, Davos, Klosters-Serneus, Aerodromul Bad Ragaz.                     | A13 E43           |
| A3                                                                                  | |                   |

## Bretea de frontieră Elveția/Germania la Rheinfelden

### Traseu
| Bretea de frontieră Elveția/Germania la Rheinfelden |                                          |     |
| A3                                                  |                                          |     |
| 14a - Rheinfelden West                              | Oraș deservit: Rheinfelden, Kaiseraugst. | 3 7 |
|                                                     | Sistem de taxare Free-Flow cu vignetă.   |     |
| A3                                                  |                                          |     |
|                                                     | Frontiera dintre Elveția și Germania.    |     |
| 861                                                 |                                          |     |